# ウィリアム・ノーランド
ウィリアム・ファイフ・ノーランド（William Fife Knowland, 1908年6月26日 - 1974年2月23日）は、アメリカの政治家、新聞発行人。カリフォルニア州下院議員（1933年 - 1935年）、カリフォルニア州上院議員（1935年 - 1939年）、連邦上院議員（カリフォルニア州選出、1945年 - 1959年）。上院では共和党政策委員長（1953年 - 1955年）、上院多数党院内総務（1953年 - 1955年）、上院少数党院内総務（1955年 - 1959年）。政界を引退した後、オークランド・トリビューン紙の発行人兼主筆。

## 生い立ちと初期の経歴
ウィリアム・ノーランドはサンフランシスコの近郊、アラメダに生まれた。彼の父、ジョーゼフ・ラッセル・ノーランドは連邦下院議員を3期務めた。1929年にカリフォルニア大学バークレー校を卒業する。ノーランドは小さいころより政治に興味を持っており、12歳の時に当時共和党の大統領候補だったウォレン・ハーディング上院議員の応援演説を行った。大学卒業後は、カリフォルニア州共和党の組織運営に関わった。1933年に25歳でカリフォルニア州下院議員に当選し、以後州上院、連邦議会と議会政治家としての道を歩んだ。しかし、党組織の運営の点でも手腕を発揮し、カリフォルニア州共和党でも影響力の強いメンバーになった。1939年に州上院を去った後は、1940年から1942年にかけて共和党全国委員会の執行部で活躍した。

## 軍歴と上院入り
アメリカが第二次世界大戦に参戦すると、ノーランドは陸軍に入隊した。一兵卒としてキャリアをスタートさせたが、1945年の終戦直前には少佐に昇進していた。彼は欧州戦線で活躍し、欧州での戦争が終了した5月8日以降もドイツのアメリカ占領地域に駐留した。1945年8月6日、カリフォルニア州選出のハイラム・ジョンソン上院議員が死去した。アール・ウォレン知事は、ジョンソン上院議員の後継者として同じ共和党員で、若く精力的な政治家と考えられていたノーランドを指名した。彼の夫人はこの指名をドイツにいる夫に知らせようとしたが、軍の厳しい監視のため叶わなかった。ノーランドは後に回顧録で、自分の上院議員への指名を新聞記事で知ったと述べている。8月26日、ノーランドは上院議員となり、1946年の12月までのジョンソン上院議員の任期を彼の代行として全うした。

## 最年少の院内総務
1946年の選挙で、ノーランドは民主党の対抗馬を圧倒し、74%対15%の大差で当選した。上院では、トルーマン政権の国内政策、通称「フェア・ディール政策」への痛烈な批判者として知られた。とりわけ社会保障プログラムや、大規模な公共事業工事による予算の膨張に強く反対した。対外的には前任者のハイラム・ジョンソンが孤立主義者として知られていたのとは対照的に、冷戦政策の支持者であったが、より強硬な政策を主張した。朝鮮戦争の際には、中華人民共和国の義勇軍投入に関して撤退を求める最後通牒を発し、もしこれを拒めば中朝国境の鴨緑江より北での行動を開始すべきだとの強硬論を展開した。また、彼は親中華民国（台湾）、反中華人民共和国のスタンスで知られ、台湾から来た上院議員（Senator from Formosa）と揶揄された。
1953年、共和党のアイゼンハウアー元帥が大統領に当選し、また議会でも上下両院で共和党が多数派を奪還した。だが7月31日に上院共和党の指導者、ロバート・タフト上院院内総務が死去した。ノーランドは当時共和党政策委員長であったが、タフトの後任の上院多数党院内総務に就任した。院内総務に就任したとき、彼は45歳であった。上院院内総務としては最年少である。彼はアイゼンハウアー大統領とは立場を異にしたと一般には思われ、メディアは彼と大統領の「確執」を報じたが、実際には政権を立法府の立場から支えた。1954年の中間選挙では共和党は少数党に転落し、その後は苦しい議会運営を迫られた。端的な例は、政権の意向を受けて提出された1957年の公民権法である。ノーランドは公民権擁護の立場で知られ、法案の成立に全力を尽くした。だが同法案は南部選出の民主党議員の猛烈な反対にさらされた。結局同法案の拘束力を弱める修正動議が提出され、ノーランドはこの修正に反対する勢力を率いたが、修正は南部の民主党議員のみならず、大半の北部選出の民主党議員（この中にはジョン・F・ケネディらリベラル派とみなされていた議員も含まれる）さらには一部の共和党員の賛成により採択された。結局この修正を施された法案が可決され、ノーランドも法案への賛成を余儀なくされた。

## 政界からの引退と晩年

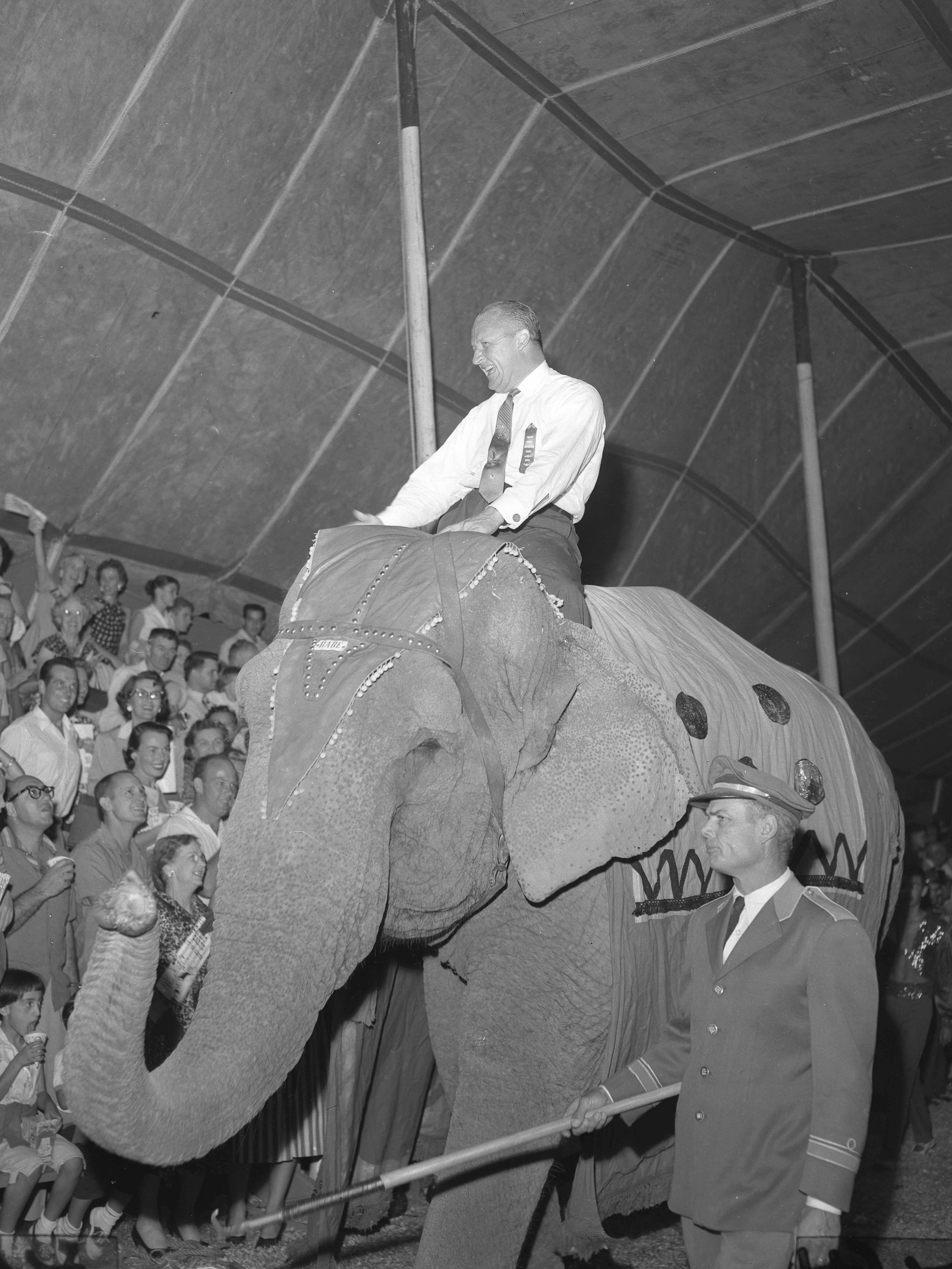
1958年のノーランド

1958年、ノーランドはカリフォルニア州知事選に立候補したが、民主党候補エドマンド・G・ブラウンに敗れた。選挙後、彼は政界の活動から一切引退した。ノーランドは長年リチャード・ニクソン大統領と、カリフォルニア州共和党の主導権を巡りライヴァル関係にあった。しかし結局彼は敗北を喫することになった。1964年、父の後を継ぎオークランド・トリビューン紙の発行人兼主筆となった。
1974年2月23日、ノーランドはカリフォルニア州ソノマ郡グルーンビルの自邸で自らを銃で撃ち死亡した。葬儀はオークランドで行われた。